# Kendall/MIT (Metro de Boston)
Kendall/MIT  es una estación en la línea Roja del Metro de Boston. La estación se encuentra localizada en Kendall Square, Cambridge, en la intersección de Main Street, Broadway y la Tercera Calle en Cambridge, Massachusetts. La estación Kendall/MIT fue inaugurada el 23 de marzo de 1912. La Autoridad de Transporte de la Bahía de Massachusetts es la encargada por el mantenimiento y administración de la estación. El Instituto Tecnológico de Massachusetts se encuentra cerca de la estación.

## Descripción
La estación Kendall/MIT cuenta con 2 plataformas laterales y 2 vías. 

## Conexiones
La estación es abastecida por las siguientes conexiones: 
- Rutas de autobuses: 64, 68, 85, CT2